# Pierre-Nicolas Euler
Pierre-Nicolas Euler est un artiste peintre né à Lyon le 12 janvier 1846 et mort en 1915. Il a consacré la plus grande partie de son œuvre à la nature morte florale.

## Biographie
Pierre-Nicolas Euler est l'élève de Jean-Marie Reignier (classe de peinture de fleurs) à l'École nationale supérieure des beaux-arts de Lyon. « Montrant beaucoup de force, de fermeté, de solidité et presque de brutalité dans  un genre qui souffre souvent de suavité, de minutie doucereuse, il se révèle rapidement beaucoup plus audacieux que son maître ». C'est vers 1876 qu'il s'installe à Paris où il ouvre un cabinet de dessin, ne revenant à Lyon que dans les dernières années du XIXe siècle pour ne plus quasiment peindre que des fleurs : sa grande toile La saison des violettes, fleurs et fruits (113x148cm), peinte en 1898, est acquise en 1899 par le Musée des beaux-arts de Lyon.
Pierre-Nicolas Euler est sollicité par Pierre Guillot pour l'illustration de plusieurs couvertures de son prestigieux catalogue des Roses Guillot. La Maison Guillot lui manifeste sa reconnaissance en créant en 1907 une variété de roses qu'elle baptise Madame Pierre Euler, hommage à l'épouse de l'artiste, née Marie-Antoinette Adèle Grobon.
Pierre-Nicolas Euler est le père de Marie Saubiez-Euler, artiste peintre, qui a elle aussi les fleurs comme thème de prédilection, moins exclusivement toutefois puisqu'elle a également peint des paysages.

## Expositions collectives
- Salon de Lyon, à partir de 1875.
- Salon des artistes français, Paris, 1895.
- Peintres de fleurs de l'École lyonnaise: XIXe – XXe siècles, Musée des beaux-arts, Lyon, 1979.

## Réception critique
- « Une assurance qui sera pour ainsi dire son image de marque: on sent un métier très habile, très virtuose, et qui finira par tourner au poncif. » - Elisabeth Hardouin-Fugier et Étienne Grafe[4]
- « Dans ses bouquets de fleurs harmonieux, dans ses assemblages de fruits, le peintre évite la fadeur grâce à un dessin musclé soutenant une palette scintillante. » - Gérald Schurr[5]
- « Ses toiles furent d'abord jugées "théâtrales", sa lumière "tapageuse". Puis la critique devint plus favorable, louant son originalité, sa maîtrise dans l'art de distribuer les effets de lumière et de marier ses couleurs. » - Dictionnaire Bénézit[6]

## Prix et distinctions
- Médaillé au Salon de Lyon en 1895[6].
- Médaillé au Salon des artistes français en 1904[6].

## Musées et collections publiques
- Musée des beaux-arts de Lyon, La Saison des violettes, fleurs et fruits, toile.
- Musée des beaux-arts d'Angers.
- Musée Fabre, Montpellier.
- Musée d'art Roger-Quilliot, Clermont-Ferrand.
- Musée de Grenoble, Campanules et pourpiers sauvages, toile.